# Slættaratindur
Slættaratindur je se svou výškou 880 m nejvyšší horou Faerských ostrovů. Nachází se na severní části ostrova Eysturoy mezi vesnicemi Eiði, Gjógv a Funningur. Je to jedna z deseti faerských hor přesahujících nadmořskou výšku 800 m. Druhá nejvyšší hora souostroví, Gráfelli, leží severovýchodně od Slættaratinduru.
Její jméno znamená ve faerštině „plochý vrch“.

## Přístup
Vrcholu se dá dosáhnout během čtyř hodin a přestože jsou cesty strmé, k jeho dosažení není zapotřebí odborných horolezeckých znalostí. Při dobrém počasí je z vrcholu rozhled na celé souostroví.

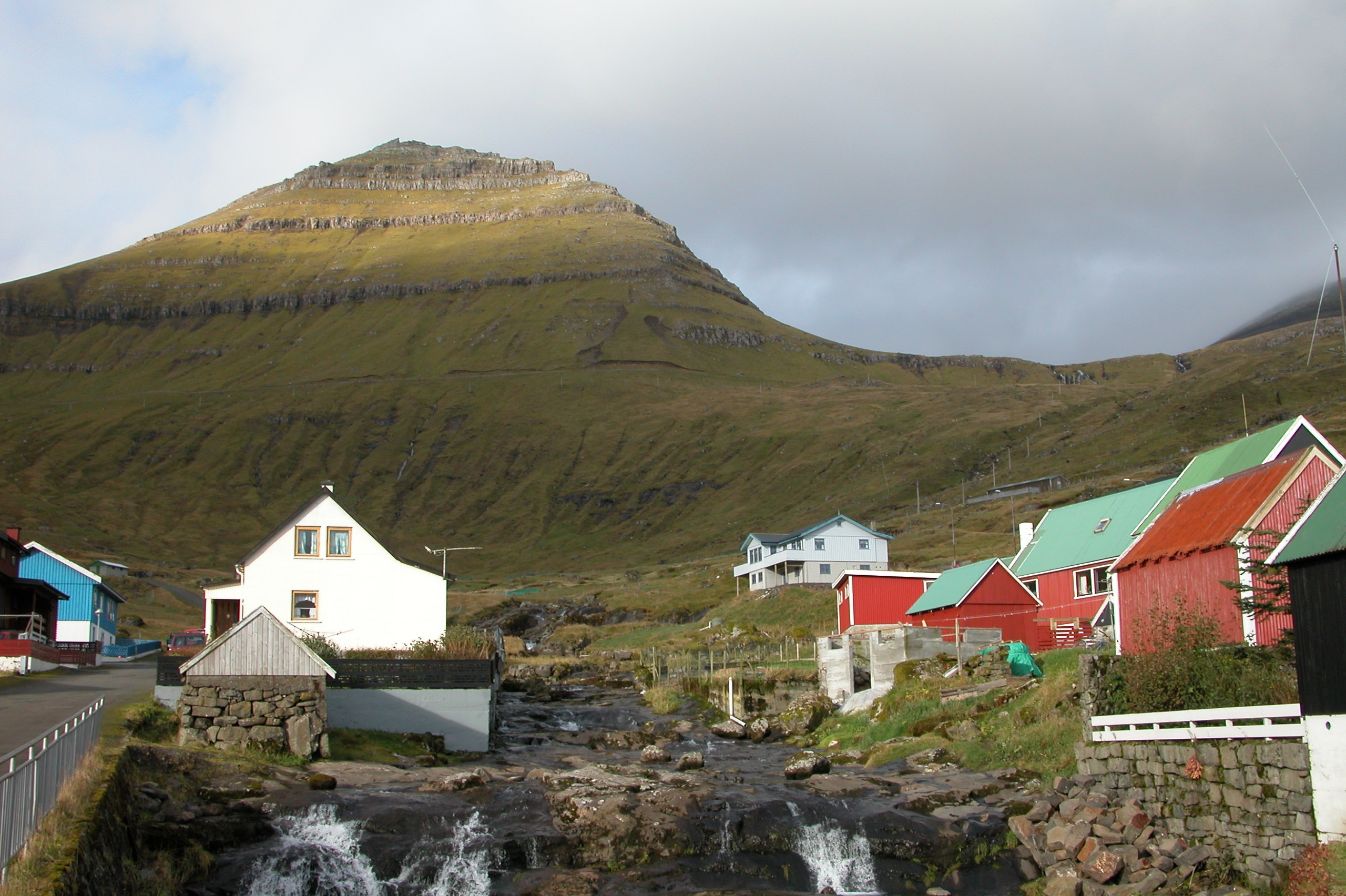
Z vesnice Funningur